# Доминилай
Доминилай, Домнилай — галатский правитель I века до н. э.
О Доминилае сообщается в «Записках о гражданской войне» Юлия Цезаря. По свидетельству римского деятеля, он вместе с другим галатом Таркмондарием предоставил в распоряжение Помпея перед битвой при Фарсале (48 год до н. э.) триста человек, также Доминилай направил своего сына. Современные историки называют Доминилая и Таркмондария тетрархами текстосагов — делившими власть или же управлявшими отдельными территориями — с разными резиденциями. Возможно, они были братьями. По версии Р. Сайма, владения Доминилая были захвачены Дейотаром I. Возможно, Доминилай был идентичен Домниклею, о сыне которого Адиаториксе в своей «Географии» повествует Страбон.